# Carex holotricha
Carex holotricha är en halvgräsart som beskrevs av Jisaburo Ohwi. Carex holotricha ingår i släktet starrar, och familjen halvgräs. Inga underarter finns listade i Catalogue of Life.